# Пироша (Салаж)
Пироша (рум. Piroșa) насеље је у Румунији у округу Салаж у општини Бабени. Oпштина се налази на надморској висини од 345 m.

## Становништво
Према подацима из 2002. године у насељу је живело 126 становника, од којих су сви румунске националности.